# Nmap
Nmap est un scanner de ports libre créé par Fyodor et distribué par Insecure.org. Il est conçu pour détecter les ports ouverts, identifier les services hébergés et obtenir des informations sur le système d'exploitation d'un ordinateur distant. Ce logiciel est devenu une référence pour les administrateurs réseaux car l'audit des résultats de Nmap fournit des indications sur la sécurité d'un réseau. Il est disponible sous Windows, Mac OS X, Linux, BSD et Solaris.
Le code source de Nmap est disponible sous la licence GNU GPL jusqu'à la version 7.90. Il est désormais distribué sous la Nmap Public Source License (NPSL), qui est basée sur la GPLv2 mais ajoute des restrictions qui la rendent non-libre.

## Fonctionnement
Pour scanner les ports d'un ordinateur distant, Nmap utilise diverses techniques d'analyse qui s'appuient sur des protocoles tels que TCP, IP, UDP ou ICMP.
De même, il se fonde sur les réponses qu'il obtient à des requêtes particulières pour obtenir une empreinte de la pile IP, souvent propre au système qui l'utilise. C'est par cette méthode qu'il peut reconnaitre la version d'un système d'exploitation ainsi que la version des services (aussi appelés daemons) en écoute.

## Interface graphique
NmapFE, écrite au départ par Zach Smith, était l'interface graphique officielle de Nmap pour les versions 2.2 à 4.22. À partir de la version 4.23 elle a été remplacée par Zenmap, fondée sur UMIT et développée par Adriano Monteiro Marques. D'autres interfaces sont disponibles, comme NmapSI4, qui s'appuie sur Qt.
De nombreuses interfaces web sont également disponibles pour utiliser Nmap à partir d'un navigateur web. On peut citer Nmap-CGI et IVRE.
Enfin, il existe des interfaces graphiques disponibles sous Microsoft Windows. On peut citer NMapWin, qui n'est pas mis à jour depuis la version v1.4.0, et NMapW développé par Syhunt.

## Nmap et IPv6
Avant 2002, Nmap ne prenait IPv6 en charge que pour les fonctionnalités les plus populaires. Depuis la version 6.0, publiée en mars 2012, Nmap prend complètement IPv6 en charge pour l'ensemble de ses fonctionnalités et pour toutes les plateformes sur lesquelles il fonctionne.

## Exemple d'utilisation
```
❯ nmap -A scanme.nmap.org

Starting Nmap 7.93 ( https://nmap.org ) at 2022-12-24 15:37 CET

Nmap scan report for scanme.nmap.org (45.33.32.156)

Host is up (0.17s latency).

Other addresses for scanme.nmap.org (not scanned): 2600:3c01::f03c:91ff:fe18:bb2f

Not shown: 995 closed tcp ports (conn-refused)

PORT      STATE    SERVICE    VERSION

22/tcp    open     ssh        OpenSSH 6.6.1p1 Ubuntu 2ubuntu2.13 (Ubuntu Linux; protocol 2.0)

| ssh-hostkey: 

|   1024 ac00a01a82ffcc5599dc672b34976b75 (DSA)

|   2048 203d2d44622ab05a9db5b30514c2a6b2 (RSA)

|   256 9602bb5e57541c4e452f564c4a24b257 (ECDSA)

|_  256 33fa910fe0e17b1f6d05a2b0f1544156 (ED25519)

25/tcp    filtered smtp

80/tcp    open     http       Apache httpd 2.4.7 ((Ubuntu))

|_http-server-header: Apache/2.4.7 (Ubuntu)

|_http-favicon: Nmap Project

|_http-title: Go ahead and ScanMe!

9929/tcp  open     nping-echo Nping echo

31337/tcp open     tcpwrapped

Service Info: OS: Linux; CPE: cpe:/o:linux:linux_kernel

Service detection performed. Please report any incorrect results at https://nmap.org/submit/ .

Nmap done: 1 IP address (1 host up) scanned in 80.08 seconds

```

## Formats de sortie
Nmap fournit différents formats de sortie possibles, à savoir :
Interactifles résultats d'analyse Nmap sont directement affichés sur la ligne de commande.
Texteles résultats sont générés au format TXT, et peuvent être enregistré dans un fichier.
XMLformat qui peut être traité ultérieurement par des outils XML.

## Apparitions au cinéma
Nmap étant de plus en plus connu, on a pu voir des exemples d'utilisation dans plusieurs films.
Dans le second épisode de la trilogie Matrix (Matrix Reloaded, 2003), à 1 h 47 min et 50 secondes, Trinity se sert de nmap pour pirater la centrale électrique.
Nmap fait aussi une apparition dans le film thaïlandais 13 jeux de mort (2006), où une informaticienne utilise ce logiciel pour pénétrer dans le serveur d'un site web à la 57e minute.
Le troisième film de la série Jason Bourne, La Vengeance dans la peau (2007), montre la CIA utiliser nmap et son interface graphique Zenmap pour s'introduire dans le serveur d'un journal (The Guardian).
Nmap est présent dans le quatrième volet de la série des Die Hard, Retour en enfer (2007), où le hacker Matthew Farrel (Justin Long) l'utilise pour scanner une machine tout en chattant sur son ordinateur (au début du film).
Cet outil est aussi utilisé dans le film Dredd par un pirate informatique du gang des trafiquants. Il sert à déterminer la position d'où le juge Dredd envoie un message à tout l'immeuble; ceci dans le but de tuer le juge.